# Joint Services Expedition to Elephant Island

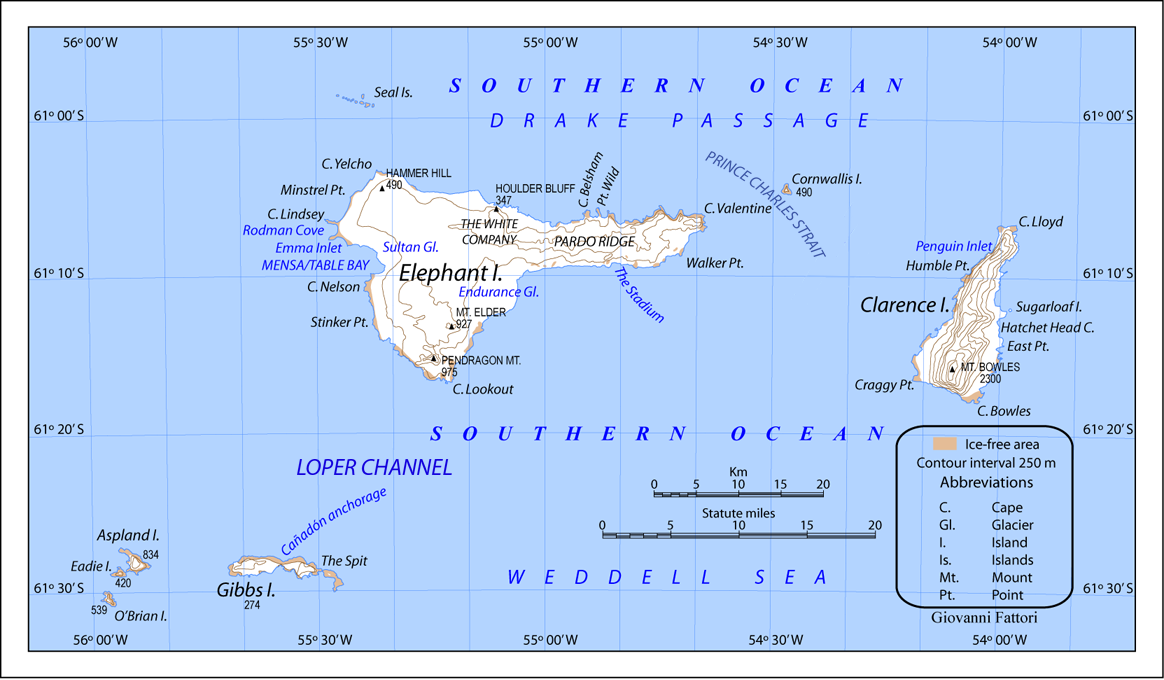
Map of Elephant and nearby islands

La Joint Services Expedition to Elephant Island è stata un'esplorazione agrimensuristica e alpinistica scientifica britannica nell'Isola Elephant, nelle Isole Shetland Meridionali, in Antartide. Avvenne nel periodo che va da dicembre del 1970 a marzo del 1971. Eccetto che per un civile del British Antarctic Survey, i 14 partecipanti erano membri in servizio delle British Armed Forces, sotto il comando del Comandante Malcolm Burley della Royal Navy. La spedizione era finanziata dal Joint Services Expedition Trust, con l'obiettivo di arrampicare, esplorare e compiere un sondaggio scientifico preliminare delle isole nel gruppo dell'Elefante per conto del Direttorato dei Sondaggi Coloniali. La spedizione fu trasportata per e dall'isola dalla HMS Endurance. Durante il corso della spedizione numerose montagne sono state scalate per la prima volta e numerosi nomi di località furono raccomandati per gli elementi geografici dell'isola.